# Distretto di Gera
Il distretto di Gera (Bezirk Gera) era uno dei 14 distretti in cui era divisa la Repubblica Democratica Tedesca, esistito dal 1952 al 1990.
Capoluogo era la città di Gera.

## Storia
Il distretto di Gera fu istituito il 25 luglio 1952 nell'ambito della nuova suddivisione amministrativa della Repubblica Democratica Tedesca (i nuovi distretti sostituivano gli stati federati).
Il distretto fu ricavato dalla parte sud-orientale dello stato della Turingia.

## Suddivisione amministrativa
Il distretto di Gera comprendeva 2 circondari urbani (Stadtkreise) e 11 circondari rurali (Landkreise):
- Circondari urbani
  - Gera
  - Jena

- Circondari rurali
  - Eisenberg
  - Gera-Land
  - Greiz
  - Jena-Land
  - Lobenstein
  - Pößneck
  - Rudolstadt
  - Saalfeld
  - Schleiz
  - Stadtroda
  - Zeulenroda